# Karan Singh Patel
Karan Singh Patel là một chính trị gia Ấn Độ và là thành viên của Hội đồng Lập pháp bang Uttar Pradesh.